# 宮内村 (新潟県)
宮内村（みやうちむら）は、かつて新潟県古志郡にあった村。

## 沿革
- 1889年（明治22年）4月1日 - 町村制施行に伴い古志郡宮内村、平島村、溝村、左近村、今井村、大島村、水梨村が合併し、宮内村が発足。
- 1901年（明治34年）11月1日 - 古志郡石坂村、中通村、前川村と合併し、上組村を新設して消滅。